# Mila Ximénez
Milagros Ximénez de Cisneros Rebollo (Sevilla, 21 de mayo de 1952-Madrid, 23 de junio de 2021), conocida como Mila Ximénez, fue una periodista, colaboradora de televisión, escritora y personaje mediático en España.

## Biografía
Hija de Manuel Ximénez de Cisneros Muñoz de León (1924-2008) y de Nicolasa Rebollo Burgueño (1926-2009). Tenía tres hermanos: Concepción (Concha), Manuel (Manolo), Encarnación (Nani). Comenzó a estudiar periodismo en Sevilla, aunque no lo terminó.
En su juventud trabajó en el hospital Nuestra Señora del Rocío de Sevilla, gracias a unas gestiones de su padre con el gobernador civil. A principios de los años 80 inició una relación sentimental con el tenista Manolo Santana (1938-2021), fruto de la cual nació su hija Alba el 15 de abril de 1984. La pareja contrajo matrimonio civil el 9 de febrero de 1983; en esa etapa adoptó profesionalmente el apellido de su marido. Aunque durante 1986 planearon su matrimonio por la Iglesia (tras la anulación del primer matrimonio del tenista con María Fernanda González-Dopeso), se divorciaron, sin embargo, tres años después de la boda. A finales de la década vivió una relación sentimental con el actor José Sacristán.
Su hija Alba, casada con Aviv Miron en 2006, le dio dos nietos, Alexander (2007) y Victoria (2012).
El 16 de junio de 2020, Mila anunció en el programa Sálvame que sufría un cáncer de pulmón, lo que la alejaría de la televisión. Después de un largo tratamiento, falleció el 23 de junio de 2021 en su casa de Madrid. Fue incinerada al día siguiente en el Cementerio de la Almudena, con planes de trasladar sus cenizas a Ámsterdam, donde residen su hija y sus nietos.

## Trayectoria profesional
Desde febrero de 1986 y durante un año colaboró en el diario ABC, haciéndose cargo de una sección semanal llamada Café con Mila Santana, donde realizó entrevistas a Andrés Segovia, Antonio Mingote, Cayetana de Alba, Leonard Cohen, Plácido Domingo, Terenci Moix, Antonio Asensio, José María García, Miguel Bosé, Pedro Almodóvar, José María Ruiz-Mateos, Carmen Sevilla y Boris Becker, entre otros. Anteriormente, había realizado algunas colaboraciones en revistas de tenis.
Tras unirse profesionalmente al periodista Jaime Peñafiel, en la publicación La Revista (1984), colaboró, entre 1985 y 1987, en el programa radiofónico de éxito Directamente Encarna, que conducía Encarna Sánchez en la Cadena COPE.
Tras un paréntesis de varios años regresó a la actividad profesional a principios de la década de 2000, en este caso en televisión. Se incorporó a la plantilla de colaboradores de Telecinco, cadena en la que colaboró, sucesivamente, en los programas Crónicas Marcianas (2004), TNT (2004-2007), A tu lado (2004-2007), La Noria (2007-2012), Sálvame (2009-2021) y Deluxe (2009-2021), Abre los ojos... y mira (2013-2014) o Supervivientes (2015). En Sálvame y Deluxe, ganó gran popularidad por sus disputas, imitaciones y por compartir datos de su vida íntima.
En 2016 comenzó a escribir un blog semanal en la revista Lecturas llamado En el punto de Mila, así como una serie de entrevistas. Ese mismo año, formó parte del elenco de concursantes de Supervivientes 2016, donde llegó a ser la tercera finalista. Del mismo modo, en 2019, también participó en la séptima edición de Gran Hermano VIP donde quedó tercera finalista del concurso.

## Polémicas
Durante su etapa televisiva realizó en diferentes ocasiones declaraciones sobre la vida privada de la tonadillera Isabel Pantoja que acabaron en los tribunales. También  fue condenada por intromisión ilegítima en el honor de Carmen Lomana. La colaboradora mantuvo disputas televisivas y judiciales con personajes como el torero Jaime Ostos, el periodista Pipi Estrada y su expareja Miriam Sánchez, o periodistas como Karmele Marchante o Ángela Portero, compañeros de su programa como Kiko Matamoros y su exmujer, Makoke.

## Trayectoria en televisión

### Colaboradora
| Año       | Programa                        | Cadena    | Notas        |
| --------- | ------------------------------- | --------- | ------------ |
| 2004      | Crónicas Marcianas              | Telecinco | Colaboradora |
| 2004-2007 | TNT                             | Telecinco | Colaboradora |
| 2004-2007 | A tu lado                       | Telecinco | Colaboradora |
| 2007-2012 | La Noria                        | Telecinco | Colaboradora |
| 2008      | Tal cual lo contamos            | Antena 3  | Colaboradora |
| 2009-2021 | Sálvame                         | Telecinco | Colaboradora |
| 2009-2021 | Deluxe                          | Telecinco | Colaboradora |
| 2013-2014 | Abre los ojos... y mira         | Telecinco | Colaboradora |
| 2015      | Pasaporte a la isla             | Telecinco | Colaboradora |
| 2015      | Supervivientes 2015: El Debate  | Telecinco | Colaboradora |
| 2016-2017 | Las Campos: El debate           | Telecinco | Colaboradora |
| 2019      | Gran Hermano VIP 7              | Telecinco | Colaboradora |
| 2019      | Sálvame Okupa                   | Telecinco | Colaboradora |
| 2020      | Hormigas blancas                | Telecinco | Colaboradora |
| 2020      | Cantora: la herencia envenenada | Telecinco | Colaboradora |
| 2020      | Socialité                       | Telecinco | Colaboradora |
| 2020      | La última cena                  | Telecinco | Colaboradora |

### Reality shows
| Año  | Programa           | Cadena    | Notas                         |
| ---- | ------------------ | --------- | ----------------------------- |
| 2016 | Supervivientes     | Telecinco | Concursante - 3.ª finalista   |
| 2019 | Gran Hermano VIP 7 | Telecinco | Concursante - 3.ª finalista   |
| 2020 | La Última Cena     | Telecinco | Concursante - 8.ª clasificada |

### Invitada
| Año  | Programa             | Cadena     | Notas    |
| ---- | -------------------- | ---------- | -------- |
| 2003 | Aquí hay tomate      | Telecinco  | Invitada |
| 2006 | Salsa rosa           | Telecinco  | Invitada |
| 2013 | Abre los ojos y mira | Telecinco  | Invitada |
| 2017 | Que tiempo tan feliz | Telecinco  | Invitada |
| 2018 | Chester: Posverdad   | Cuatro     | Invitada |
| 2019 | Aquí hay madroño     | Telemadrid | Invitada |
| 2020 | Socialité            | Telecinco  | Invitada |

### Presentadora
| Año       | Programa              | Cadena           | Notas        |
| --------- | --------------------- | ---------------- | ------------ |
| 2017-2018 | Campanadas Fin de Año | Telecinco Cuatro | Presentadora |

## Obras
- Ximénez de Cisneros Rebollo, Mila (2005). Perdón, si no hablo de mí. Ediciones Espejo de Tinta. p. 208. ISBN 978-84-96280-31-1.
- Ximénez de Cisneros Rebollo, Mila (2008). Gitana ¿tú me quieres?. Ediciones Temas de Hoy. p. 320. ISBN 978-84-8460-650-5.
- Ximénez de Cisneros Rebollo, Mila (2014). Perdón, si hablo de mí. Ediciones Espejo de Tinta. p. 192. ISBN 978-84-942787-0-9.